# Rölenommer
Rölenommer ist ein Ort in der Gemeinde Lindlar im Oberbergischen Kreis im Regierungsbezirk Köln in Nordrhein-Westfalen (Deutschland).

## Lage und Beschreibung
Der Ort liegt im Nordwesten von Lindlar an der Grenze zur Gemeinde Kürten im Tal des Ommerbaches. Nachbarorte sind Kaufmannsommer, Spich, Mittelbreidenbach und Frangenberg.

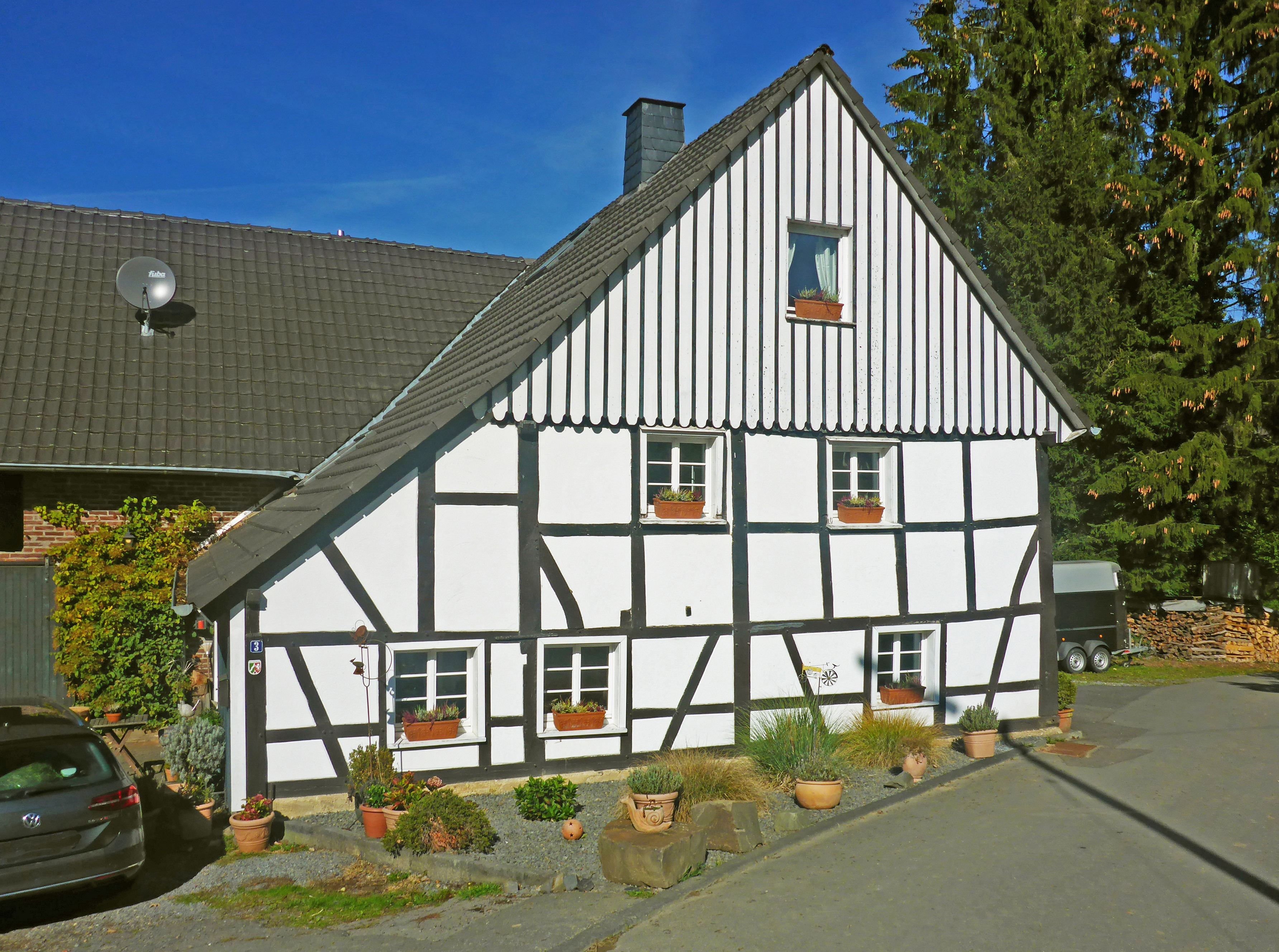
Baudenkmal Zur Ommer 3

## Geschichte
1413 wird für die Orte Müllers-, Unter- und Rölenommer in einem Kämmereiregister für den Fronhof Lindlar der Ortsname „Oemer“ genannt.
In der Karte Topographische Aufnahme der Rheinlande von 1824 wird „Röhlen Ommer“ auf umgrenztem Hofraum mit 7 getrennt voneinander liegenden Gebäudegrundrissen dargestellt. In der Preußischen Uraufnahme von 1844 lautet die Ortsbezeichnung „In der Rölen Ommer“. Die heute gebräuchliche Ortsbezeichnung Rölenommer wird in den topografischen Karten seit 1893 verwendet.
Das 2-geschossige Fachwerkhaus Zur Ommer 3 ist ein eingetragenes Baudenkmal der Gemeinde Lindlar.

## Naturschutz
Südlich von Rölenommer liegt das Naturschutzgebiet Waldmeister-Buchenwald bei Rölenommer, in dem wegen des kalkhaltigen Bodensubstrat eine besondere Vegetation entstanden ist.

## Wanderwege
Durch Rölenommer führen die vom Sauerländischen Gebirgsverein ausgeschilderten Rundwanderwege A2 und der Weg „Rund um Lindlar“ mit dem Wegzeichen (L).

## Busverbindungen
Die nächstgelegene Haltestelle der Linie 335 befindet sich in Linde.